# تايلور نوكس
تايلور نوكس (بالإنجليزية: Taylor Knox)‏ هو متركمج أمريكي، ولد في 15 مايو 1971 في ثاوزند أوكس في الولايات المتحدة.

## وصلات خارجية
- تايلور نوكس على موقع الرابطة العالمية لركوب الأمواج (الإنجليزية)
- تايلور نوكس على موقع EncyclopediaOfSurfing.com (الإنجليزية)
- تايلور نوكس على موقع IMDb (الإنجليزية)
- تايلور نوكس على موقع قاعدة بيانات الفيلم (الإنجليزية)